# Lonchurus
Lonchurus és un gènere de peixos de la família dels esciènids i de l'ordre dels perciformes.

## Taxonomia
- Lonchurus elegans (Boeseman, 1948)[2]
- Lonchurus lanceolatus (Bloch, 1788)[3][4][5][6][7][8]